# Маковецький Василь Адамович
Василь Адамович Маковецький (29 грудня 1907, с. Ляхівці, нині Житомирської області — 10 квітня 1972, м. Феодосія) — український майстер, що робив бандури.
Бандури зберігають у Музеї кобзарства Криму та Кубані при Кримському державному гуманітарному інституті, зокрема, бандуру № 2, модель 1965 р.